# Яшина, Лариса Ивановна
Лариса Ивановна Яшина (28 февраля 1941, Пенза — 7 ноября 2020, там же) — советская и российская поэтесса. Член Союза писателей России (1992) и Союза журналистов СССР — России (1980), лауреат литературных премий.

## Биография
Лариса Яшина родилась 28 февраля 1941 года в Пензе в семье служащих. Рано потеряла отца. Ей было 2 года, когда он погиб на фронте в 1943 году. Это событие оказало серьёзное влияние на её творчество: тематика Великой Отечественной войны занимает значительное место в её произведениях.
Стихи начала писать в школьные годы, учась в третьем классе. Первые стихи были на самые разнообразные темы, в том числе политические (борьба за мир и пр.). В марте 1953 года в районной газете «За высокий урожай!» Путятинского района Рязанской области было опубликовано её первое стихотворение (12-летняя Яшина в это время училась в пятом классе).
Учась в старших классах средней школы, Лариса Яшина с 1956 года становится внештатным корреспондентом газеты «Молодой ленинец» (г. Пенза) и участвует в деятельности одного из молодёжных литературных объединений при Пензенской областной организации Союза писателей СССР. Печаталась в пензенских областных газетах, альманахе «Земля родная», участвовала в Пензенском областном поэтическом семинаре.
В 1958 году Лариса Яшина окончила с золотой медалью среднюю школу № 1 имени В. Г. Белинского (г. Пенза), в 1963 году — Пензенский политехнический институт, затем — аспирантуру при кафедре «Материаловедение» этого института. Около 20 лет (до сентября 1984 года) она преподавала материаловедение в Пензенском политехническом институте.
Работая в политехническом институте, Яшина руководила студенческой литературной группой «Варяги», была редактором вузовской газеты «За инженерные кадры». Её деятельность была отмечена рядом наград по линии комсомола, в том числе Почётной грамотой ЦК ВЛКСМ.
С 1986 по 1999 г. Лариса Ивановна работала в Пензенской областной филармонии в качестве мастера художественного слова. Она участвовала в создании целого ряда концертных программ в Пензе и районах Пензенской области, продолжала писать стихи, работала с начинающими поэтами, сотрудничала с ветеранскими организациями, вела различные конкурсы (частушек, народной песни и др.). В этот же период времени она написала ряд песен для спектаклей Пензенского областного драматического театра и Пензенского кукольного театра «Орлёнок»). Печаталась в центральных и пензенских газетах, журналах, альманахах, коллективных поэтических сборниках.
После выхода на пенсию работала в Объединении литературных музеев Пензенской области и Пензенской областной библиотеке имени М. Ю. Лермонтова.
Стихи Ларисы Яшиной опубликованы в целом ряде коллективных поэтических сборников, выпущенных в Москве, Саратове и Пензе. В Пензе также издано более 10 авторских сборников поэтессы.
Жанр большинства произведений Ларисы Яшиной — лирика. Заметное место в её творчестве занимают любовные мотивы, проблемы человеческих отношений, военная тематика. В стихотворных приёмах нередко встречаются народно-песенные мотивы.

## Оценки творчества
В рецензии на сборник «Начало», опубликованной в газете «Литературная Россия» (№ 37, 1974 г.), отмечалось:

«Стихи Л. Яшиной … завидно отличаются от большинства подборок … и мастерством, и высоким эмоциональным настроем. Свойственное таланту Яшиной сильное художественное воображение позволило ей в антологию произведений о Зое Космодемьянской вписать свою страницу: её „Зоя“ — это стихотворение, в котором жизненный факт и поэтический вымысел дали сплав для глубокого философского обобщения». 
В современной «Литературной газете», в рубриках «Губернские страницы» и «Литературный курьер» также имеют место упоминания о творчестве Ларисы Яшиной и её новых произведениях. Сама поэтесса оценивается газетой как «известный литератор». Негативно оценивает творчество Ларисы Яшиной в журнале «Новый мир» поэт Дмитрий Кузьмин:

Литературных премий в России довольно много, но о большинстве из них мы, к счастью, никогда не слышали. Однако «Литературной газете», например, не зазорно сообщать о том, что некая поэтесса Яшина удостоена Лермонтовской премии за стихи, например, такие: «Как же всеядно зло, / Но твердо усвоила я: / Перекрещу чело — / Обидчикам Бог судья».

Высокие оценки творчества Ларисы Яшиной многократно встречаются в пензенском
литературном журнале «Сура», в отзывах пензенских писателей и поэтов, а также в региональных средствах массовой информации.
Творчество Ларисы Яшиной достаточно высоко оценивается и властями Пензенской области. В 2011 году поэтесса первой из пензенских литераторов была удостоена высшей региональной награды — почётного знака губернатора «Во славу земли Пензенской».
27 февраля 2013 года после долгого перерыва Л. И. Яшина появилась на публике и выступила на презентации журнала «Сура» (№ 1, 2013), в котором представлены её новые творческие планы.

## Факты
Фрагмент стихотворения Ларисы Яшиной, посвящённого пензенцам — участникам Великой Отечественной войны увековечен на двух воинских мемориалах в России — в Пензе и Москве (Зеленограде)

Колонны шли за горизонт,
Где ты, земляк наш, только не был…
Отсюда начинался фронт,
Отсюда виделась Победа.

### Пенза
В Пензе указанный фрагмент стихотворения Ларисы Яшиной выбит на памятном знаке, установленном рядом с памятником «Проводы» работы скульптора Владимира Курдова. Этот памятник располагается на месте, где в годы Великой Отечественной войны находился призывной пункт. С этого призывного пункта ушли на фронт свыше шести тысяч пензенцев.
Памятный знак со стихами Яшиной представляет собой крупный природный камень, в который вмонтирована раскрытая книга, выполненная из чёрного мрамора. На страницах мраморной книги выбит приведённый текст четверостишия. Стихи Яшиной и форма их увековечения получили высокую оценку со стороны пензенцев — участников Великой Отечественной войны.

### Москва (Зеленоград)
В Зеленограде, аналогичный фрагмент стихотворения Ларисы Яшиной выбит на гранитной стеле, которая привезена из Пензы и установлена возле памятного знака «Рубеж-41» — рядом с Ленинградским шоссе, в начале Панфиловского проспекта в месте ожесточённых сражений Московской битвы.
Инициатива установки в Зеленограде стелы со стихами Яшиной была выдвинута пензенскими участниками Великой Отечественной войны. Главным образом — ветеранами 354-й стрелковой дивизии, формировавшейся в Пензе и героически сражавшейся с противником в боях за деревню Матушкино в 1941 году на территории современного Зеленограда). Данная идея была поддержана пензенскими и зеленоградскими властями. Сама стела со стихами была установлена в 1991 году в дни празднования 50-летия победы в Московской битве.

## Звания и награды
- Член Союза журналистов СССР — России (1980)[13].
- Член Союза писателей России (1992).
- Дважды Лауреат Всероссийской литературной премии имени М. Ю. Лермонтова (2005, 2007)[14][15][16].
- Лауреат Международной литературной премии имени К. М. Симонова с вручением Золотой медали (за цикл стихов в Антологии современной поэзии «Созвучье слов живых» т. 5, М, 2010 г.) (2011).
- Лауреат премии «Мастер» литературного конкурса «Гранатовый браслет» (2009).
- Лауреат премии Пензенского комсомола (1981).
- Лауреат премии Министерства культуры Пензенской области[4]
- Награждена высшей региональной государственной наградой Пензенской области — Почётным знаком Губернатора Пензенской области «Во славу Земли пензенской» (2011)[10].
- Награждена высшей муниципальной наградой г. Пензы — Памятным знаком «За заслуги в развитии города Пензы» (2016)[17][18].
- Награждена общественной наградой — орденом «Во имя жизни на Земле» (2009).